# Зимни олимпийски игри 1956
Седмите зимни олимпийски игри се провеждат в Кортина д'Ампецо, Италия от 26 януари до 5 февруари 1956 г. Другите градове, кандидатирали се за домакинство, са Колорадо Спрингс, Лейк Плесид и Монреал. Кортина д'Ампецо печели домакинството на игрите през 1944 г., но тогава олимпиадата е отменена поради Втората световна война.
Това са първите зимни олимпийски игри, предавани по телевизията и получаващи по този начин глобална публика. Всички съоръжения с изключение на едно се намират на разстояние, удобно за ходене от едно до друго. Игрите са и първите, които разчитат на корпоративно спонсорство (Фиат е „официален автомобил“ на игрите).

## Участници
За пръв път на зимна олимпиада участие взима и СССР. Страната прави впечатляващ дебют, като печели най-много медали, включително 7 златни. Кънкьорите им печелят три от четирите златни медала в спорта, а хокейният отбор прекратява доминацията на канадците от ранните зимни олимпийски игри. Съветският отбор е настанен на различно място от всички останали. Австриецът Тони Зайлер печели и трите състезания в алпийските ски и става първият олимпиец, постигнал това.
Спортистите от ФРГ и ГДР формално се състезават в един обединен отбор след решение на МОК, но практически имат два отделни екипа. На олимпиадата участват 821 спортисти от 32 страни (687 мъже и 134 жени).

## Церемонии
За втори пореден път на зимни олимпийски игри има олимпийски огън. В този случай е запален на Капитолия.
Церемонията по откриването се провежда на олимпийския стадион. Олимпийският огън е запален от Гидо Кароли, а игрите са официално открити от Джовани Гронки. На тази олимпиада за първи път в историята на модерните олимпийски игри клетвата на спортистите е прочетена от жена – скиорката Джулиана Минузо, бронзова медалистка от олимпийските игри в Осло през 1952 г.

## Спортове
На олимпиадата се провеждат състезания в осем спорта, които са под егидата на четири федерации. Това са федерациите по бобслей и тобоган, ски, пързаляне с кънки и хокей на лед.
За първи път се провеждат състезания в дисциплините 30 km ски бягане за мъже и щафета 3 × 5 km ски бягане за жени. Освен това е въведена дисциплината 15 km ски бягане мъже вместо 18 km както е до предишната олимпиада. За последен път на олимпийски игри състезанията по фигурно пързаляне се провеждат на открито.
Препратките в таблицата водят към страницата за съответния спорт на олимпиадата в Кортина д'Ампецо.
| спорт                   | брой състезания | за мъже | за жени |
| ----------------------- | --------------- | ------- | ------- |
| Бобслей                 | 2               | 2       | 0       |
| Бързо пързаляне с кънки | 4               | 4       | 0       |
| Северна комбинация      | 1               | 1       | 0       |
| Ски алпийски дисциплини | 6               | 3       | 3       |
| Ски бягане              | 6               | 4       | 2       |
| Ски скокове             | 1               | 1       | 0       |
| Фигурно пързаляне*      | 3               | 1       | 1       |
| Хокей на лед            | 1               | 1       | 0       |

* Във фигурното пързаляне се провежда едно състезания по двойки
В състезанията по ски скокове финландският отбор въвежда нов стил на скачане, при който ръцете стоят изпънати до тялото вместо да са над главата като при гмуркане.

## Рекорди
- Шведът Сикстен Йернбери печели медали във всичките четири състезания по ски бягане.

## Медали
| Витрина |                           |       |        |       |      |
| Място   | Държава                   | Злато | Сребро | Бронз | Общо |
| 1       | СССР                      | 7     | 3      | 6     | 16   |
| 2       | Австрия                   | 4     | 3      | 4     | 11   |
| 3       | Финландия                 | 3     | 3      | 1     | 7    |
| 4       | Швейцария                 | 3     | 2      | 1     | 6    |
| 5       | Швеция                    | 2     | 4      | 4     | 10   |
| 6       | САЩ                       | 2     | 3      | 2     | 7    |
| 7       | Норвегия                  | 2     | 1      | 1     | 4    |
| 8       | Италия                    | 1     | 2      | 0     | 3    |
| 9       | Германия (обединен отбор) | 1     | 0      | 1     | 2    |
| 10      | Канада                    | 0     | 1      | 2     | 3    |

Павел Колчин става първият състезател от извън Скандинавия, спечелил медал в ски бягането, печелейки общо три.
САЩ доминира състезанията по фигурно пързаляне с общо пет медала в спорта. Съветският съюз печели седем от дванадесетте медала в бързото пързаляне с кънки. Австрийците доминират в алпийските ски.
За България участват 7 спортисти, между които и първата жена – Мария Димова.  Останалите участници са ски бегачите Димитри Петров, Захарин Гривев, Христо Дончев и състезателите по ски алпийски дисциплини Георги Димитров, Георги Варошкин и Петър Ангелов.